# Kokošnjak
Kokošnjak (pogovorno tudi Kurnik) je objekt, namenjen za rejo kokoši. 
Poznamo različne tipe kokošnjakov. V večini jih imajo kmetije v sklopu gospodarskega poslopja. 
Na začetku 21. stoletja je kmetij po Sloveniji vedno manj, zato se ljudje odločajo za druge variante gojenja kokoši. Ena izmed takih možnosti je mobilni kokošnjak. Prednost takega kokošnjaka je v enostavni reji, saj kot rejcu kokoši, ni potrebno graditi objekta. Kokoši lahko vsakdan selimo po travniku. Takšna reja velja za prosto rejo. V ZDA že nekaj časa poznajo tak način gojenja kokoši, v zadnjem letu pa se trend mobilnih kokošnjakov povečuje tudi v Sloveniji.